# Bathyberthella orcadensis
Bathyberthella orcadensis is een slakkensoort uit de familie van de Pleurobranchidae. De wetenschappelijke naam van de soort is voor het eerst geldig gepubliceerd in 1994 door García, García-Gómez, Troncoso & Cervera.